# Круглянский, Илья-Давид Израилевич
Илья́-Дави́д Изра́илевич Кругля́нский (Фриц-Давид; 1897, Новозыбков — 25 августа 1936, Москва) — один из подсудимых на Первом московском процессе, обвинялся в подготовке в 1935 году покушения на Сталина по заданию Троцкого.

## Биография
Родился в 1897 году в еврейской мещанской семье в городе Новозыбкове (ныне — Брянской области). Был членом Еврейской социалистической партии.
В 1926 году Исполкомом Коминтерна направлен в Германию для нелегальной партийной работы. Член Коммунистической партии Германии.
После прихода к власти нацистов эмигрировал в 1933 году в СССР, где работал редактором в Исполкоме Коминтерна, был консультантом в газете «Правда»; работал московским корреспондентом газет «Роте Фане» и «Известия». Примыкал к Левой оппозиции ВКП(б), оставаясь беспартийным.
20 июля 1936 года был арестован по обвинению в принадлежности к контрреволюционной троцкистско-зиновьевской террористической организации. Был подсудимым на Первом Московском процессе (19—24 августа 1936 года).
На суде он заявил, что приехал в СССР по поручению Л. Д. Троцкого, чтобы взять на себя, как он выразился, «историческую миссию» — убить Сталина.

Берман-Юрин, прибыв в СССР, нашел Фрица Давида по явке, данной ему Седовым. Фриц Давид (Круглянский И. И.) и Берман-Юрин решили осуществить убийство тов. Сталина на VII Конгрессе Коминтерна. Как показали на следствии оба обвиняемые, на конгрессе Фриц Давид (Круглянский И. И.) должен был стрелять в тов. Сталина из браунинга, который он получил от Бермана-Юрина. Однако, это им привести в исполнение не удалось вследствие того, что Берман-Юрин не смог проникнуть на конгресс, а Фриц Давид (Круглянский И. И.), хотя в проник на конгресс, не смог осуществить своего преступного намерения, так как далеко сидел от Президиума и не имел никакой возможности приблизиться к тов. Сталину.— из обвинительного заключения по делу

Фриц Давид и Берман-Юрин вели с Троцким разговоры об убийстве Сталина. Они приняли от Троцкого задание и сделали целый ряд практических шагов, чтобы это задание осуществить. Разве этого мало, чтобы они были достойны самого сурового наказания, предусмотренного нашим законом, — расстрела?— из Обвинительной речи прокурора А. Я. Вышинского на Первом Московском процессе
24 августа 1936 года Военная коллегия Верховного суда СССР признала его виновным в том, что будучи членом подпольной террористической троцкистско-зиновьевской организации, он принял участие в подготовке убийства Сталина (ст.ст. 19, 588 и 5811 УК РСФСР), и приговорила к высшей мере наказания (расстрелу). Приговор был исполнен 25 августа, тело было кремировано и захоронено в братской могиле на Новом Донском кладбище в Москве.
Реабилитирован 13 июля 1988 года решением Пленума Верховного Суда СССР.

## Адреса
Москва, ул. Горького, д.36, комн.38 (гостиница «Люкс»).